# أنثيموس كابسيس
أنثيموس كابسيس ، من مواليد 3 سبتمبر 1950، لاعب كرة قدم يوناني سابق.
لعب مع منتخب اليونان لكرة القدم.

## وصلات خارجية
- أنثيموس كابسيس على موقع الاتحاد الدولي (مؤرشف)  (الإنجليزية)
- أنثيموس كابسيس على موقع الاتحاد الأوربي (الإنجليزية)
- أنثيموس كابسيس على موقع قاعدة بيانات كرة القدم.إي يو (الإنجليزية)
- أنثيموس كابسيس على موقع ناشيونال فوتبول تيمز (الإنجليزية)
- أنثيموس كابسيس على موقع عالم كرة القدم.نت (الإنجليزية)